# Adam Yakobi
Adam Yakobi (hebräisch אדם יקובי; * 11. Januar 1998 in Cholon) ist ein israelischer Hürdenläufer, der sich auf die 400-Meter-Distanz spezialisiert hat.

## Sportliche Laufbahn
Erste internationale Erfahrungen sammelte Adam Yakobi im Jahr 2015, als er bei den Jugendweltmeisterschaften in Cali mit 56,56 s in der ersten Runde über 400 m Hürden ausschied. Im Jahr darauf schied sie bei den U20-Weltmeisterschaften in Bydgoszcz mit 54,03 s im Vorlauf aus und 2017 gelangte sie bei den U20-Europameisterschaften in Grosseto bis ins Halbfinale und schied dort mit 53,51 s aus. 2018 wurde er bei den Balkan-Meisterschaften in Stara Sagora in 53,85 s Sechster und im Jahr darauf wurde er bei den U23-Europameisterschaften in Gävle im Semifinale disqualifiziert. 2021 gewann er dann bei den Balkan-Meisterschaften in Smederevo in 51,4 s die Bronzemedaille hinter den Ukrainern Dmytro Romanjuk und Denys Netschyporenko. Auch bei den Balkan-Meisterschaften im Jahr darauf in Craiova gewann er in 51,56 s die Bronzemedaille, diesmal hinter dem Österreicher Niklas Strohmayer-Dangl und Stjepan Jan Cik aus Kroatien.
In den Jahren 2018, 2020 und 2021 wurde Yakobi israelischer Meister im 400-Meter-Hürdenlauf.

## Persönliche Bestzeiten
- 400 Meter: 48,77 s, 1. August 2019 in Tel Aviv-Jaffa
- 400 m Hürden: 51,12 s, 25. Juli 2019 in Tel Aviv